# José García Marcelo
José Ramos García Marcelo (Lambayeque, 1 de enero de 1934) es un abogado, jurista y político peruano que fue magistrado del Tribunal Constitucional del Perú desde los años 1996 hasta 2001, siendo parte del fujimorismo. En el año 2005 fue condenado a cinco años de prisión tras haber recibido dinero de Vladimiro Montesinos en las instalaciones del Servicio de Inteligencia Nacional del Perú (SIN).

## Biografía
José García Marcelo nació en el departamento de Lambayeque el día 1 de enero del año 1934. Fue hijo de José García Porras y de María Marcelo Vílchez.
Es abogado de profesión y se desempeñaba como jurista.
Desde el autogolpe del 5 de abril de 1992, García Marcelo simpatizó con el gobierno de Alberto Fujimori. Postuló al Congreso Constituyente Democrático ese mismo año por Cambio 90 - Nueva Mayoría, alianza oficial del gobierno, y al Congreso de la República en 1995, sin éxito en ambas ocasiones.

### Magistrado del Tribunal Constitucional
En el año 1996, el gobierno de Alberto Fujimori decidió crear el Tribunal Constitucional del Perú, sucesor del Tribunal de Garantías Constitucionales que había sido disuelto el día del autogolpe de estado. El 15 de junio de 1996, el Congreso de la República escogió a los 7 magistrados del Tribunal Constitucional, entre ellos a José García Marcelo, a quien se le cuestionaba por sus cercanías con el gobierno fujimorista y por relación de amistad personal con Vladimiro Montesinos, asesor presidencial quien estaba bajo cuestionamientos de controlar cierto sector del régimen y por denuncias penales.
En ese mismo año, el gobierno tenía como objetivo presentar un proyecto de ley que permitía a Fujimori reelegirse por segunda vez como presidente del Perú para las elecciones del año 2000. Ante esto cinco magistrados del Tribunal Constitucional, Guillermo Rey Terry, Manuel Aguirre Roca, Ricardo Nugent, Luis Díaz Valverde y Delia Revoredo, se expresaron en contra de la resolución y votaron a favor de declarar inconstitucional el proyecto de rerreelección. Sin embargo, García Marcelo y el magistrado Francisco Acosta Sánchez, ambos cercanos al gobierno, votaron en contra y dijeron que no había existido quorum para votar la resolución, lo cual posteriormente resultó falso. Tras la polémica, los magistrados Ricardo Nugent y Luis Díaz Valverde pidieron una nueva votación, hecho que fue considerado por los opositores como presiones del gobierno. Sin embargo ese mismo día, se procedió a una nueva votación en la que finalmente García Marcelo junto con los magistrados Nugent, Díaz y Acosta se abstuvieron de votar, mientras que los magistrados Guillermo Rey Terry, Manuel Aguirre Roca y Delia Revoredo siguieron con sus votos a favor de declarar inconstitucional la reelección fujimorista.
El 14 de enero de 1997, cuarenta parlamentarios fujimoristas remitieron una carta al Tribunal Constitucional, para que cumpliera con decir si la norma era o no inconstitucional. El TC la rechazó, por considerarla un acto de presión. El día 16 de enero, se votó por tercera vez la sentencia. Esta vez con tres votos a favor y cuatro abstenciones, se dio por aprobada declarar inconstitucional el proyecto de reelección. Sin embargo al día siguiente, José García Marcelo y el magistrado Francisco Acosta Sánchez consiguieron que el Diario Oficial “El Peruano” publicara como «sentencia» sus votos singulares, declarando que la Ley de Interpretación Auténtica era constitucional. Ante la denuncia, el Congreso de la República formó una comisión investigadora encabezada por Martha Hildebrandt, congresista del fujimorismo, y se procedió a interrogar a los siete magistrados. García Marcelo imputó supuestas irregularidades a Revoredo, Rey Terry y Aguirre Roca, por la resolución de control difuso y su aclaración. La comisión Hildebrandt cambió de rumbo con las investigaciones y el 5 de mayo de 1997, la comisión presentó una acusación constitucional contra Revoredo, Rey Terry y Aguirre Roca y finalmente fueron destituidos.
García Marcelo siguió como magistrado hasta 7 de septiembre del año 2001, fecha en la que tuvo que dejar el cargo tras vencimiento de mandato.

### Procesos Judiciales
Después de la caída del gobierno de Alberto Fujimori y la captura de Vladimiro Montesinos quien permanecía prófugo de la justicia, se comenzaron a publicar diversos Vladivideos, filmaciones hechas por el mismo Montesinos desde el Servicio de Inteligencia Nacional. En uno de los videos se aprecia a José García Marcelo reuniéndose con Montesinos, en donde discuten sobre cómo fracasar el referéndum contra la segunda reelección presidencial de Fujimori. Asimismo, se descubrieron otras reuniones de García Marcelo con Montesinos, en donde en una de ellas recibió sumas de dinero para dilatar el referéndum. Dicha denuncia fue formulada por una comisión especial presidida por el congresista aprista Jorge del Castillo en el año 2000, la cual fue aprobada. Posteriormente en el año 2003, el Ministerio Público presentó ante el Congreso de la República una acusación constitucional contra José García Marcelo por los delitos de cohecho pasivo propio y asociación ilícita para delinquir. Las denuncias de pagos de $20.000 a García Marcelo fueron testificadas por Matilde Pinchi Pinchi, exsecretaria de Vladimiro Montesinos.
Finalmente en noviembre del año 2005, José García Marcelo fue condenado a cinco años de prisión.
En el año 2019, el Instituto Nacional de Defensa de la Competencia y de la Protección de la Propiedad Intelectual (INDECOPI) lo declaró insolvente por no haber cumplido con el pago de reparación civil al Estado por su condena de corrupción.